# Roger Collins
Roger Collins (2 de septiembre de 1949) es un historiador, medievalista e hispanista británico, especializado en historia medieval de España. 
Estudió en la Universidad de Oxford (College Queen's y St. Cross) con Peter Brown y Michael Wallace-Hadrill, y luego enseñó Historia Medieval y Antigua en las universidades de Liverpool y Bristol. Se incorporó al Instituto de Estudios Avanzados en Humanidades de la Universidad de Edimburgo en 1994, y se convirtió en miembro honorario en el entonces Departamento de Historia en 1998.
Su investigación se ha centrado principalmente en la Alta Edad Media, con énfasis en España, pero también en los francos. Sus estudios sobre los vascos y el papado se han extendido más allá de este período medieval hasta el moderno. Su publicación más reciente es un libro sobre las versiones de los siglos VII y VIII de la Crónica de Fredegario para Monumenta Germaniae Historica.

## Obras
En la siguiente lista se muestran los libros publicados por Roger Collins a lo largo de su carrera. Las obras que hayan sido traducidas al español se mostrarán en la edición española. Todas las obras se mostrarán con la fecha de su primera edición.
- España en la Alta Edad Media. Barcelona: Crítica. 1986 [1983]. ISBN 9788474232820.
- Los vascos. Madrid: Alianza. 1989 [1986]. ISBN 8420625922.[2]
- La Conquista Árabe, 710-797. Barcelona: Crítica. 1991 [1989]. ISBN 8474234972.[3]
- La Europa de la Alta Edad Media: 300-1000. Madrid: AKAL. 2000 [1991]. ISBN 9788446012672.[4]
- Law, Culture and Regionalism in Early Medieval Spain. Aldershot: Variorum. 1992.
- Rogger Collins y Judith McClure. Bede's Ecclesiastical History: Introduction and notes, together with translations of Bede's Letter to Egbert and his Greater Chronicle. Oxford: Oxford University Press World's Classics. 1994.
- Fredegar. Aldershot: Variorum. 1996.
- Oxford Archaeological Guide to Spain. Oxford: Oxford University Press. 1998.
- Charlemagne. Londres: Macmillans. 1998.[5][6]
- La España visigoda, 409-711. Barcelona: Crítica. 2005 [2004]. ISBN 9788484326366.[7]
- Roger Collins, Patrick Wormald y Donald Bullough. Ideal and Reality in Frankish and Anglo-Saxon Society: Studies presented to Professor J.M. Wallace-Hadrill. Oxford: Blackwell. 1983.
- Roger Collins y Peter Godman. Charlemagne's Heir: New Approaches to the Reign of Louis the Pious. Oxford: Oxford University Press. 1990.
- Roger Collins y Anthony Goodman (2002). Medieval Spain: Culture, Conflict and Coexistence. Basingstoke and New York: Palgrave-Macmillan. 2002.[8]
- Los guardianes de las llaves del Cielo. Una historia del papado. Barcelona: Ariel. 2009 [2009]. ISBN 9788434488274.[9]
- Califas y reyes: España, 796-1031. Barcelona: Crítica. 2013 [2012]. ISBN 9788498925159.[10]